# Rio de la Plata Challenger 1981
Il Rio de la Plata Challenger 1981 è stato un torneo di tennis facente parte della categoria ATP Challenger Series nell'ambito dell'ATP Challenger Series 1981. Il torneo si è giocato a Río de la Plata in Argentina dal 23 febbraio al 1º marzo 1981 su campi in terra rossa.

## Vincitori

### Singolare
Eric Fromm ha battuto in finale  Fernando Dalla-Fontana con il punteggio di 6–2, 6–1

### Doppio
Roberto Carruthers /  Carlos Lando hanno battuto in finale  Charles Buzz Strode /  Morris Skip Strode con il punteggio di 0–6, 6–1, 6–3